# Thomas Vasse-Saint-Ouen
Thomas Jean Nicolas Vasse-Saint-Ouen est un homme politique français né le 5 septembre 1737 à Saint-Valery-en-Caux et Mort le 26 février 1815 à Paris.
Il est premier président de l'élection de Rouen en 1763, puis substitut du procureur général du parlement de Paris de 1777 à la Révolution.
Juge de paix à Essommes, il est élu député de l'Aisne au Conseil des Cinq-Cents le 22 germinal an V. Membre du comité des finances, il est attaqué comme frère d'émigré. Il devient juge au tribunal de cassation en 1800 et chevalier d'Empire en 1808.
Son fils, Antoine Louis, ancien élève de l'école des langues orientales, est consul de France.

## Sources
- Archives nationales, base Léonore, LH/2676/87, dossier de légion d'honneur de Thomas Jean Nicolas Vasse-Saint-Ouen.